# 基姆薩科查山 (阿普里馬克大區)
14°13′7″S 72°30′55″W / 14.21861°S 72.51528°W
基姆薩科查山（Kimsaqucha），是秘魯的山峰，位於該國南部阿普里馬克大區，由奧羅佩薩區和馬馬拉區負責管轄，屬於安地斯山脈的一部分，海拔高度5,000米。